# 皮斯卡特维 (新泽西州)
皮斯卡特维（英語：Piscataway Township）或皮斯卡特维镇區，位于美国新泽西州中部密德薩克斯郡，建立于1693年，1798年2月21日正式建镇，为新泽西州第五古老的城镇。据美国2000年人口调查报告，该镇人口有50,482人。该市有多条主要高速公路经过，包括I-287，花园州收费高速公路以及新泽西收费高速公路。
新泽西州立罗格斯大学及Robert Wood Johnson医学院位于该镇区。

## 地理
根据美国人口调查局调查显示，该鎮區总面积为49.1平方公里，其中48.6平方公里为陆地，水体面积为0.5平方公里，占总面积的1.05%。

## 人口
根据2000年人口调查，该鎮區居民共50,482人,来自在16,500户家庭。其中12,325户家庭常住于该城。人口密度为每平方公里1037.9人。该鎮區共有16,946所住宅，平均密度为每平方公里348.4所。居民由48.81%白种人、24.80%亚裔、20.31%非洲裔、7.93%西班牙裔和拉丁裔、0.21%北美土著、0.03%太平洋群岛土著、3.08%其他种族和2.77%具有两种及以上血统人口组成。12.9%的居民为印度裔，密度居美国1000人口以上鎮區的第9位。
16,500户中的34.6%有18岁以下子女共同生活，60.6%有夫妻二人共同生活，10.4%为女性独居家庭，25.3为非家庭。占19.5%的住户为单人住户，5.4%为65岁以上老人独居。平均每个住户有2.84人，平均家庭人口数为3.29。
该鎮區18岁以下人口占总数的21.9%，18至24岁占14.1%，25至44岁占33.3%，45至64岁占22.1%，65岁及以上人口占8.7%。平均年龄33岁。男女性别比例为97.9:100。年龄18岁以上的男女性别比例为95.2:100。
该鎮區住户平均年收入为68,721美元，家庭平均年收入为75,218美元。男性平均年收入为47,188美元，女性为36,271美元。人均年收入为26,321美元。占2.7%的家庭和3.8%的人口居于贫困线以下，其中18岁以下人口占3.3%，4.3%为65岁以上人口。